# Reprringer
Reprringer là một khẩu súng lục hạt tiêu in 3D, công khai vào khoảng tháng 9 năm 2013. Nó được tạo bởi Hexen. Nó có thể chứa 5 viên đạn cỡ nòng.22 (5.6 mm).

## Phát triển
Nó là con của RepRap, dự án máy in 3D tự tái tạo mã nguồn mở, và derringer, Reprringer là một khẩu súng lục 6 mm, tác động đơn, được lập chỉ mục bằng tay và có 5 lần bắn được phát triển bởi Hexen.

## Thiết kế
Không giống như nhiều thiết kế súng in 3D ban đầu, thường được lắp ráp rộng rãi để chịu được áp lực và ứng suất vật liệu từ các đầu đạn hiện đại, Reprringer nhỏ và chỉ hơi lớn hơn một khẩu súng làm từ thép. Hai yếu tố góp phần vào kích thước nhỏ bé của nó đó là nó được dùng cho những loại đầu đạn được thương mại hóa yếu nhất trên thị trường.
Theo Guns.com, "khẩu Flobert.22 CB aka 6mm được làm từ một trường hợp giảm tải từ loại đạn điểm hỏa rìa (rrimfire).22 được nạp chỉ với một mồi hoặc mồi và thuốc rất ít và một viên đạn nhẹ". Điều này làm cho đầu đạn gần ngang bằng với một số súng trường hơi về năng lượng mũi súng. Điều này có nghĩa là Reprringer không yêu cầu nhiều về nòng súng. Thiết kế này được cải tiến so với các loại súng in 3D ban đầu vì nó sử dụng các thanh thép không gỉ trong xy lanh. Điều này làm súng an toàn và đáng tin cậy hơn, nó cũng cung cấp một vòng đệm phù hợp hơn xung quanh đầu đạn; tất cả các nòng polymer có khả năng uốn cong, do đó cho phép phần lớn sự thoát nhiên liệu, và không hiệu quả.
Mặc dù các nòng không phải là súng trường, sự thiếu chính xác về mặt lý thuyết từ đó được coi là một vấn đề tương đối nhỏ trong một khẩu súng nhỏ không có tầm ngắm.